# Calloconophora argentipennis
Calloconophora argentipennis är en insektsart som beskrevs av Dietrich. Calloconophora argentipennis ingår i släktet Calloconophora och familjen hornstritar. Inga underarter finns listade i Catalogue of Life.